# 阿巴尔
阿巴尔（法語：Habarcq，法語發音：[abaʁ]）是法国上法蘭西大區加来海峡省的一个市镇，属于阿拉斯区。

## 地理
阿巴尔（50°18'21"N, 2°36'38"E）面积7.03 平方千米，位于法国上法蘭西大區加来海峡省，该省份为法国北部沿海省份，西北濒北海，南至索姆省，东临北部省。
与阿巴尔接壤的市镇（或旧市镇、城区）包括：卡佩勒费尔蒙、诺耶莱特、拉特尔圣康坦、蒙泰讷库尔、旺克坦、阿涅兹迪藏、上阿韦讷、埃尔马维尔。
阿巴尔的时区为UTC+01:00、UTC+02:00（夏令时）。

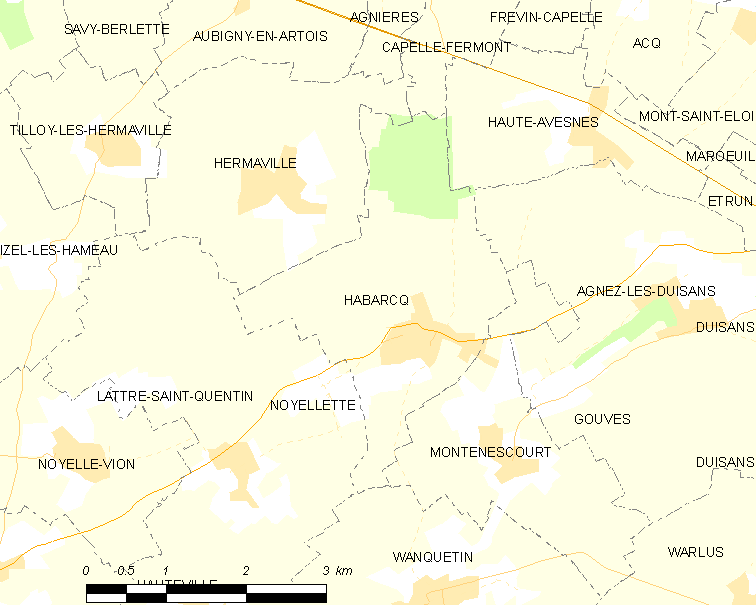
阿巴尔的OSM定位图

## 行政
阿巴尔的邮政编码为62123，INSEE市镇编码为62399。

## 政治
阿巴尔所属的省级选区为阿韦讷勒孔特县。

## 人口

1962-2008年间阿巴尔人口变化图示

阿巴尔于2022年1月1日时的人口数量为656人。